# Santa Fe Passage
Santa Fe Passage é um filme de faroeste estadunidense dirigido por William Witney e estrelado por John Payne, Faith Domergue e Rod Cameron. Foi lançado em 12 de maio de 1955 pela Republic Pictures.

## Elenco
- John Payne como Kirby Randolph
- Faith Domergue como Aurelie St. Clair
- Rod Cameron como Jess Griswold
- Slim Pickens como Sam Beekman
- Irene Tedrow como Ptewaquin
- George Keymas como Chefe Satank
- Leo Gordon como Tuss McLawery
- Anthony Caruso como Chavez